# 天主教崑嵩教区
天主教崑嵩教區（拉丁語：Dioecesis Kontumensis）是越南一個羅馬天主教教區，屬順化總教區。
2007年，有216,384名教友，估轄區總人口15%，有77個堂區、47名司鐸、1名終身執事、31名修士、200名修女。現任主教為黄德晃。其座堂是聖母無原罪座堂。
1932年1月18日設代牧區，1960年11月24日升為教區。